# Nunataks JARE IV
Nunataks JARE IV är nunataker i Antarktis. De ligger i Östantarktis. Norge gör anspråk på området.